# José María Cabal
Pour les articles homonymes, voir Cabal.
José María Cabal (27 avril 1770 - 19 août 1816) est un militaire colombien qui participa à la Guerre d'indépendance de la Colombie. Né à Buga, en Nouvelle-Grenade, il est fusillé à Popayán après avoir été capturé à la suite de la déroute des troupes indépendantistes lors de la bataille de la Cuchilla del Tambo.

## Premières années et exil
José María Cabal naît dans une famille d'ascendance espagnole. Son aïeul, José Cabal était originaire d'Oviedo, Espagne. José María étudie à Popayán à partir de 1785; en 1791, il entre au Colegio del Rosario, à Bogota. Trois ans plus tard, il collabore avec Antonio Nariño à la publication de la Déclaration des droits de l'homme, raison pour laquelle il est banni en 1795 et le 24 novembre de cette même année il quitte Carthagène pour rejoindre Cuba. Le procès qui lui est intenté se termine avec une sentence favorable, ce qui lui permet de voyager à Madrid et à Paris en 1802. Il y approfondit ses études de chimie et de minéralogie. Il revient à Bogota en 1809 et s'installe dans son hacienda La Concepción de Amaime, se consacrant aux travaux agricoles et à ses études.

## Guerre d'indépendance
Après la déclaration d'indépendance de la Nouvelle-Grenade, en 1810, José María Cabal participe à la Junte Provisoire de Gouvernement des six villes alliées du Valle del Cauca, comme député de Caloto en février 1811 et est nommé chef des forces républicaines.
En 1812, le président de l'État, Joaquín Caicedo y Cuero (es) se déplace à Pasto avec le général Antonio Baraya, nomme Cabal chef de Popayán où il vainc les troupes commandées par Antonio Tenorio (de) qui prétendait prendre la ville en avril 1812. Le 5 juillet 1815, il triomphe et récupère Popayán qui avait été prise par les espagnols.

## Mort
En 1816, José María Cabal renonce au commandement et, après la déroute de l'armée républicaine le 29 juin à la bataille de la Cuchilla del Tambo, part se cacher dans son hacienda. Il y est capturé et ramené à Popayán, où il est jugé verbalement. Ses biens sont confisqués et il est fusillé le 19 août 1816.